# Amelia Eve
Amelia Eve (Londen, 2 februari 1992), geboren als Amelia McLelland, is een Engels actrice. Ze speelde in diverse films en series, waaronder Ill Manors, Shadowland en The Haunting of Bly Manor.

## Filmografie

### Film
- 2011: Fifth Time Lucky, als Brooke
- 2012: Ill Manors, als vrouw bij het station
- 2013: Feed the Beast, als Jug
- 2015: Idéar, als Idéar
- 2018: Nicola: A Touching Story, als Nicola
- 2018: Mens Sana, als Joyce
- 2020: Big Boys Don't Cry, als Cass
- 2021: Shadowland, als Elaine
- 2022: The Darkness, als Lisa
- 2022: Phea, als Molly
- 2023: The Blind, als Kay Robertson

### Televisie
- 2018: Enterprice, als Charlotte
- 2020: The Haunting of Bly Manor, als Jamie
- 2022: Leopard Skin, als Maru

### Videoclip
- 2015: Powerful, van Major Lazer, Ellie Goulding en Tarrus Riley
- 2015: Girl (If you are who you say you are), van Jesse Sheehan
- 2016: Beg And Crawl, van Max Jury
- 2020: My Little Love, My Funny Valentine, van Latir
- 2024: I Only Smoke When I Drink, van Elle